# Rozea chrysea
Rozea chrysea là một loài Rêu trong họ Entodontaceae. Loài này được Besch. miêu tả khoa học đầu tiên năm 1872.